# Пуриша Ђорђевић
Младомир Пуриша Ђорђевић (Чачак, 6. мај 1924 — Београд, 23. новембар 2022) био је српски и југословенски филмски режисер и сценариста.

## Биографија
Рођен је на Ђурђевдан 1924. године. Пре Другог светског рата био је члан СКОЈ-а. На почетку устанка у Србији ступио је у партизане. Заробљен је и упућен у Завод за принудно васпитање омладине у Смедеревској Паланци.
Као младић је 1946. играо за чачански Борац. Као новинар почео је рад у „Политици“ 1946. године.
Од 1947. је радио на Филмским новостима као уредник, а касније као режисер документарних филмова. Снимио је око 50 кратких и 20 дугометражних филмова. Аутор је десет романа. Као глумац је наступао у филму Југ југоисток (2005).
Оженио се 1960. године Миленом Дравић, од које се касније развео. Из другог брака има ћерку Лидију, удату за Рашу Андрића.
Преминуо је 23. новембра 2022. године у Београду. Сахрањен је 26. новембра 2022. године у Алеји заслужних грађана на Новом гробљу у Београду.

## Признања
- Сретењски орден другог степена за нарочите заслуге у области филмске уметности, поводом Дана државности Републике Србије (2016)
- Награда за животно дјело Удружења филмских критичара Фипресци Србија (2012)[5]
- Фестивал филмског сценарија у Врњачкој Бањи (1997) за филм Танго је тужна мисао која се плеше.
- Златна арена за режију филма Јутро (1967)
- Додељен му је Орден Вука Караџића.[6]

## Филмографија
| Год.  | Назив                              | Жанр | Награда                                     |
| ----- | ---------------------------------- | ---- | ------------------------------------------- |
| 1953. | Општинско дете                     |      |                                             |
| 1955. | Два зрна грожђа                    |      |                                             |
| 1961. | Први грађанин мале вароши          |      |                                             |
| 1961. | Лето је криво за све               |      |                                             |
| 1964. | Јова Мијатовић                     |      |                                             |
| 1965. | Девојка                            |      |                                             |
| 1966. | Сан                                |      |                                             |
| 1967. | Јутро                              |      | Златна арена за режију                      |
| 1968. | Подне                              |      |                                             |
| 1969. | Крос контри                        |      |                                             |
| 1970. | Бициклисти                         |      |                                             |
| 1971. | Недостаје ми Соња Хени             |      |                                             |
| 1972. | Киша                               |      |                                             |
| 1975. | Павле Павловић                     |      |                                             |
| 1978. | Тренер                             |      |                                             |
| 1980. | Осам кила среће                    |      |                                             |
| 1982. | Јабука (кратки филм)               |      |                                             |
| 1994. | Скерцо                             |      |                                             |
| 1997. | Танго је тужна мисао која се плеше |      | Фестивал филмског сценарија у Врњачкој Бањи |
| 2007. | Два                                |      |                                             |
| 2023. | Уста пуна земље                    |      |                                             |

## Романи
- Маслачак
- Лола Београд, ЗНАЊЕ, Загреб, 1982.
- Љубавна прича, 1986.